# Morrón Grande
Morrón Grande es una montaña de 1 203 m s. n. m. situada en la Sierra de los Morrones, dentro del término municipal de Urda, y es uno de los veinte picos más altos de la provincia de Toledo. En sus vertientes septentrionales nace el río Amarguillo y diversos afluentes que aportan caudal a la cuenca del Guadiana.
El macizo está constituido por calizas y dolomías del Oligoceno–Mioceno, catalogadas como “Calizas de Urda”, y su cubierta vegetal está dominada por encinares mediterráneos con sotobosque de jara pringosa, enebro y romero. 
El collado que lo une al Pico Alamillo (1 213 m s. n. m. ) se sitúa a unos 1 060 m. Hay una senda señalizada que asciende desde Urda en unas 3–4 horas y ofrece vistas panorámicas de la Mancha toledana y las Tablas de Daimiel.